# Jalapa
Jalapa é uma cidade da Guatemala do departamento de Jalapa. É a capital do departamento.
Jalapa está distante em via rodoviária 174km da capital Cidade da Guatemala.